# Guillermo Arriaga

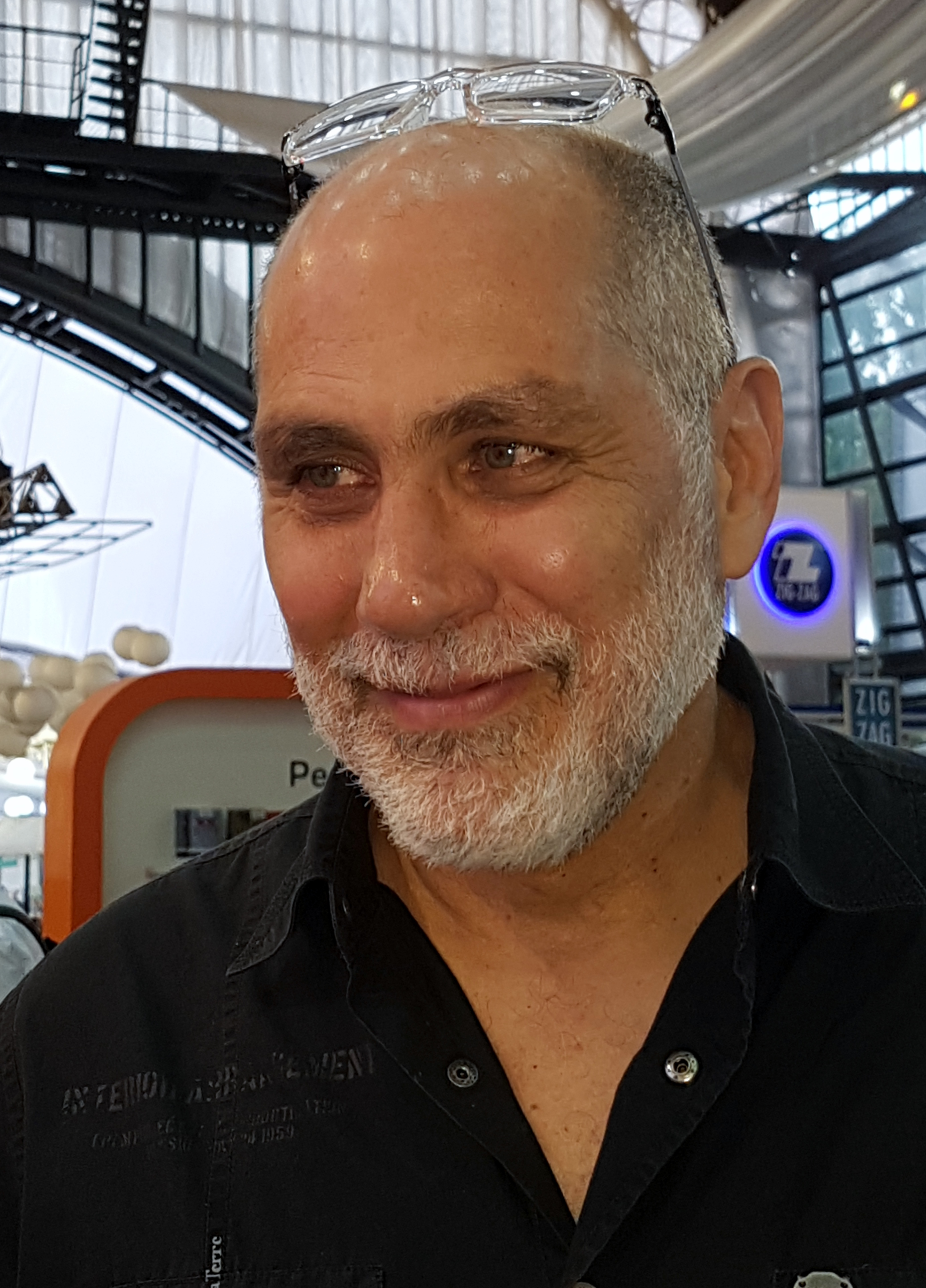
Guillermo Arriaga (2017)

Guillermo Arriaga Jordán (* 13. März 1958 in Mexiko-Stadt) ist ein preisgekrönter mexikanischer Schriftsteller, Drehbuchautor, Filmregisseur und -produzent. Er wurde im Jahr 2005 mit dem Best Screenplay Award der Filmfestspiele von Cannes 2005 für das Drehbuch zum Film The Three Burials of Melquiades Estrada ausgezeichnet.

## Leben
Arriaga wurde 1958 in Mexiko-Stadt geboren und verbrachte seine Kindheit in einem der gewalttätigsten Viertel der Großstadt. Im Alter von 13 Jahren verlor er nach einem brutalen Straßenkampf seinen Geruchssinn.
Arriaga schloss sein Studium an der Universidad Iberoamericana mit dem Bachelor in Communications und einem Master in Geschichte ab und lehrte Kurse in Medienwissenschaften, bevor er an das ITESM wechselte. Arriaga beschreibt sich selbst als „hunter that works as a writer“.

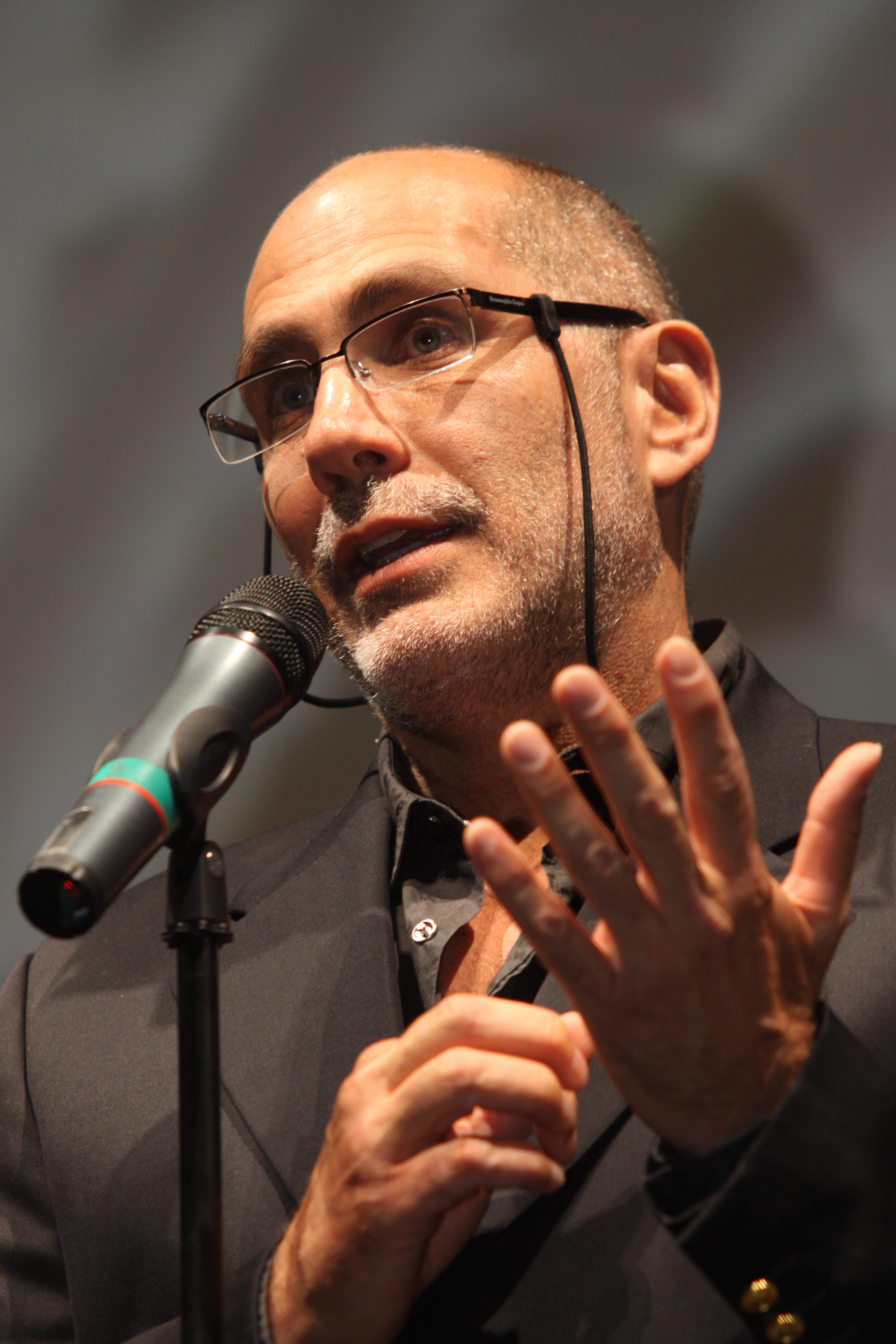
Arriaga in Guadalajara

Guillermo Arriaga plante zusammen mit Alejandro González Iñárritu elf Kurzfilme über die Widersprüche in Mexiko-Stadt zu drehen. Nach drei Jahren und 36 Entwürfen verwarfen sie den ursprünglichen Plan allerdings und bauten drei Handlungsstränge zum Drehbuch des Films Amores Perros (1999) aus. Der Film erhielt eine Oscar-Nominierung als Bester ausländischer Film sowie einen BAFTA Award als Bester nicht-englischsprachiger Film, den Critics Week Grand Prize und den Young Critics Award der Filmfestspiele von Cannes von 2000, sowie viele weitere Auszeichnungen.
Der Erfolg von Amores Perros bescherte Arriaga und Iñárritu eine Einladung in die USA, um für Focus Features den Film 21 Gramm zu drehen, unter anderem mit Benicio del Toro, Naomi Watts und Sean Penn. Del Toro und Watts wurden für ihre schauspielerische Leistung in 21 Gramm jeweils für einen Oscar nominiert. Arriaga erhielt für sein Filmskript eine BAFTA-Nominierung.
Iñárritu und Arriaga stellten 2006 ihren dritten, gemeinsamen Film, Babel, fertig. Das Werk vollendet mit Amores Perros und 21 Gramm eine Trilogie über die Themen Gewalt und Tod. Allerdings kam es während der Dreharbeiten zum Zerwürfnis zwischen Arriaga und Iñárritu; Arriaga musste daraufhin den Dreharbeiten fernbleiben und durfte auch an der Premiere auf den Filmfestspielen von Cannes nicht teilnehmen. Der Film brachte Arriaga 2007 eine Oscar-Nominierung in der Kategorie Bestes Originaldrehbuch ein.
Im Jahr 2008 erhielt er für Auf brennender Erde, sein Debüt als Spielfilmregisseur, eine Einladung in den Wettbewerb der 65. Filmfestspiele von Venedig 2008. Er war Mitglied der Jury der 67. Internationalen Filmfestspiele von Venedig im Jahr 2010. Er schrieb auch die Geschichte und produzierte Lorenzo Vigas’ preisgekröntes Spielfilmdebüt Caracas, eine Liebe (2015) mit, das beim 72. Internationalen Filmfestival von Venedig den Goldenen Löwen gewann.
Sein Roman Salvar el fuego wurde 2020 mit dem Premio Alfaguara de Novela ausgezeichnet.
Arriaga gehört der Academia de Artes in Mexiko-Stadt an.

## Sonstiges
Guillermo Arriaga war dramaturgischer Berater von Fatih Akın bei dessen Film Auf der anderen Seite.

## Filmografie (Auswahl)

### Drehbuchautor
- 2000: Amores Perros
- 2003: 21 Gramm (21 Grams)
- 2005: Three Burials – Die drei Begräbnisse des Melquiades Estrada (The Three Burials of Melquiades Estrada)
- 2006: Babel
- 2008: Auf brennender Erde (The Burning Plain)

### Regisseur
- 1997: Campeones sin límite (Kurzdokumentarfilm)
- 2000: Rogelio (Kurzfilm)
- 2008: Auf brennender Erde (The Burning Plain)

## Bücher
- Der süße Duft des Todes (Un dulce olor a muerte), ISBN 3-293-20239-X
- Retorno 201: Cuentos, ISBN 978-84-96326-20-0
- El bufalo de la noche, ISBN 84-96326-18-7
- Der Wilde (Originaltitel: El salvaje), Roman, aus dem Spanischen von Matthias Strobel, Klett-Cotta, Stuttgart 2018, ISBN 978-3-608-96177-5.[6]
- Das Feuer retten (Salvar el fuego), Roman, aus dem Spanischen von Matthias Strobel,  Klett-Cotta, Stuttgart 2022, ISBN 978-3-608-98440-8